# Johann II. Stryprock

Johann II. Stryprock, Ölbild auf Schloss Skokloster

Johann II. Stryprock (auch Johannes Streifrock; * um 1300; † 1. September 1373 in Avignon) war von 1355 bis 1373 Bischof vom Ermland.

## Leben
Die Familien Streifrock / Stryprock kamen als Kolonisten aus Lübeck in den Deutschordensstaat und ließen sich in Elbing und Braunsberg nieder. Nach der Priesterweihe war Johann Stryprock ein Kanoniker des Domkapitels in Frauenburg. Zunächst war er als Prälat, dann ab 1328 als Domkustos tätig. Im Jahr 1343 ernannte ihn der Bischof Hermann von Prag zum Generalvikar samt Verweser, der sich vor allem um die weltliche Verwaltung kümmerte. Als der Vorgänger Bischof Johann I. von Meißen am 30. Juli 1355 verstarb, wurde er vom Domkapitel zum Bischof vom Ermland berufen. Er reiste nach Avignon zum Papst Innozenz VI.; die Bischofsweihe nahm der Kardinalbischof von Albano Élie Talleyrand de Périgord am 17. November 1355 vor. Sein einfaches Bischofswappen führte auf dem Wappenschild mit Tingierung in Rot einen knielangen, kurzärmeligen Männerrock in Silber mit drei von der Mittelachse schräg abfallenden Streifen in Rot. Im Oberwappen eine Mitra mit Pendilien (Inful) und links ein Krummstab; beide mit Tingierung in Gold.
Stryprock sorgte für kirchliche Angelegenheiten sowie wirtschaftliche Entwicklung der Diözese, u. a. lud er die Priester und Geistlichen alle drei Jahre zu einer Diözesansynode ein. Das Fürstbistum Ermland war die weltliche Landesherrschaft der Bischöfe von Ermland in ihrer Eigenschaft als Fürsten des Ermlands innerhalb des Deutschordensstaats. Der Deutsche Orden war Schutzherr des Bistums, nahm jedoch lediglich die Vertretung nach außen, die militärische Verteidigung und das Nominationsrecht für einige Kapitelsherren wahr. Es kam zu Auseinandersetzungen mit dem Deutschen Orden um das bischöfliche Besitz, u. a. um Teile der Großen Wildnis des Gaus Galinden.
Nach einem Konflikt mit dem Hochmeister Winrich von Kniprode im Jahr 1369 und andauernder Verfeindung mit dem Deutschen Orden reiste Stryprock im Sommer 1373 zu Papst Gregor XI. um eine Anklage im Papstpalast zu Avignon vorzutragen. Als er dort am 1. September 1373 verstarb, wurde Heinrich III. Sorbom zum Bischof bestimmt. Die Bestattung fand im September 1373 in der Dominikanerkirche in Avignon statt.

## Neugründungen und Baumaßnahmen zur Amtszeit des Bischofs Johann II. Stryprock (Auswahl)
- 1347: Raunau, Lokation
- 1355: Diwitten
- 1359: Reimerswalde
- 1362: Freudenberg, Lokation erneuert
- 1363: Robawen, Lokation
- 1364: Stadtrecht für Wartenburg, Bau der Burg Wartenburg und Gründung des Klosters Wartenburg
- 1365: Rothfliess
- 1369: Sauerbaum / Sorbon
- 1355–1373: Bau der Burg Heilsberg fortgesetzt
- 1355–1373: Bau der Burg in Seeburg fortgesetzt
- 1355–1373: Ausbau der Burg Rößel fortgesetzt